# Mur

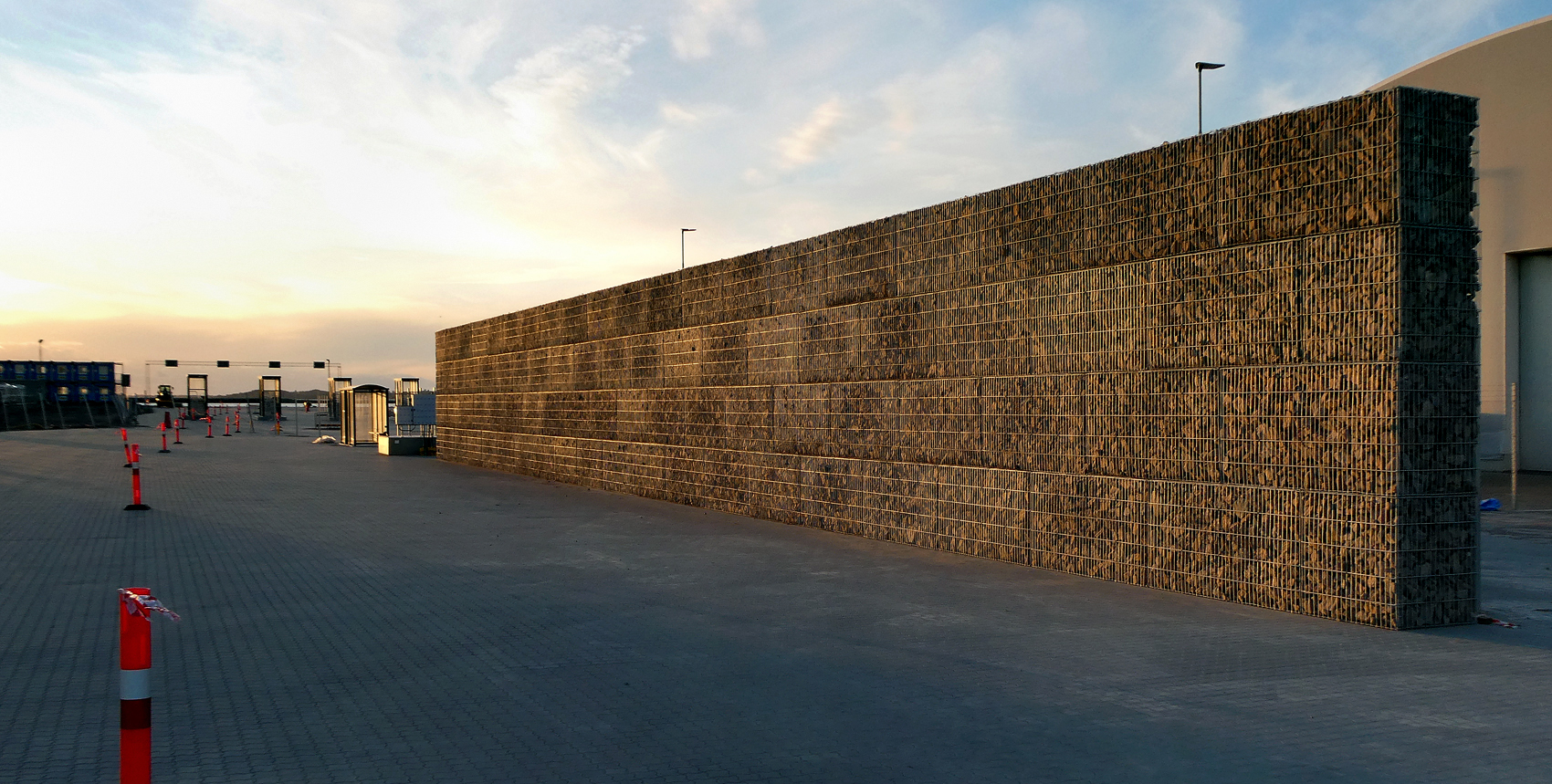
En Stenkasse eller Gabion är en mur konstruerad av stålkorgar fyllda med grov stenkross, på bilden en nybyggd vid en tullstation i Ystads nya hamn.

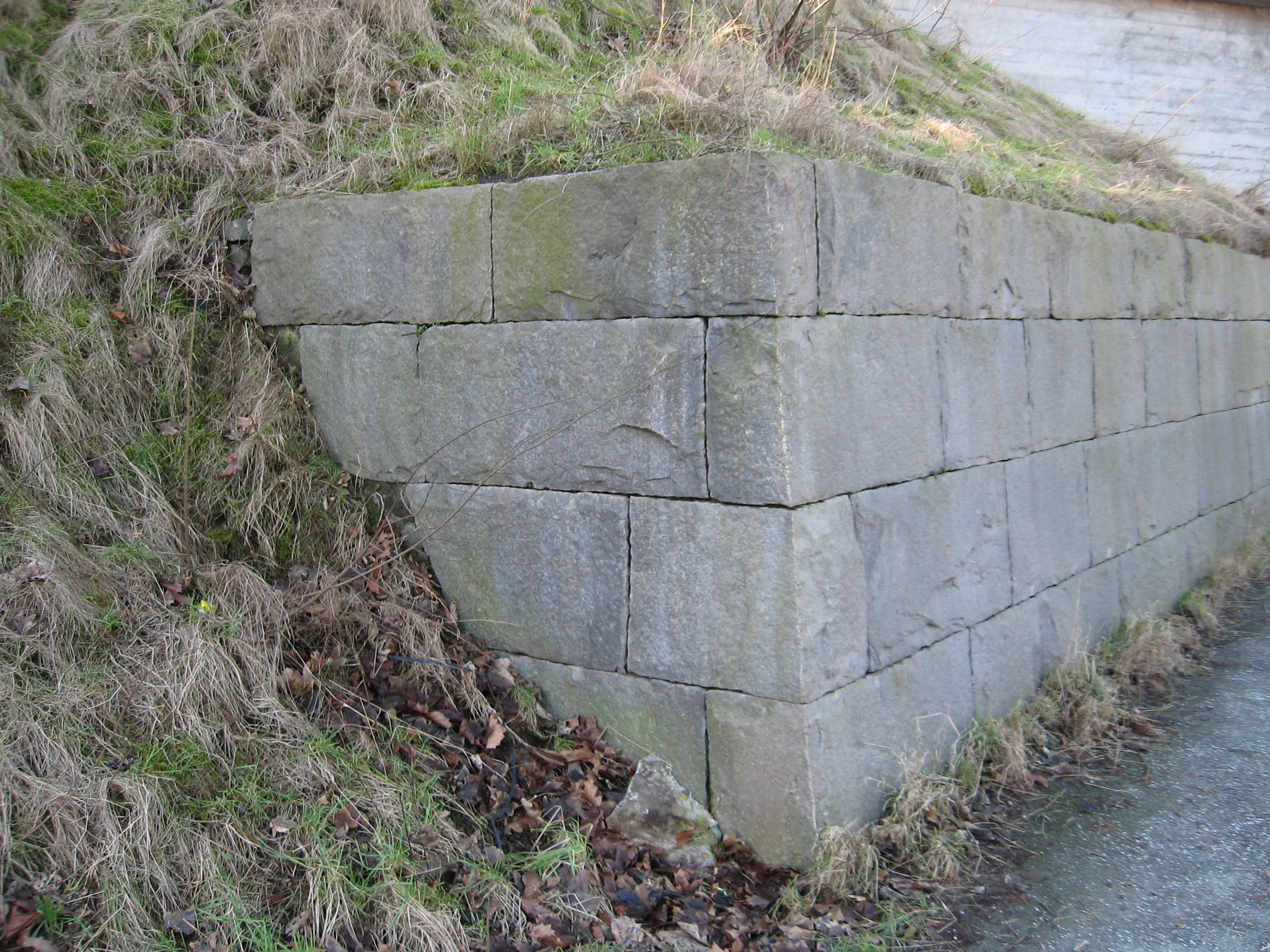
Stödmur.

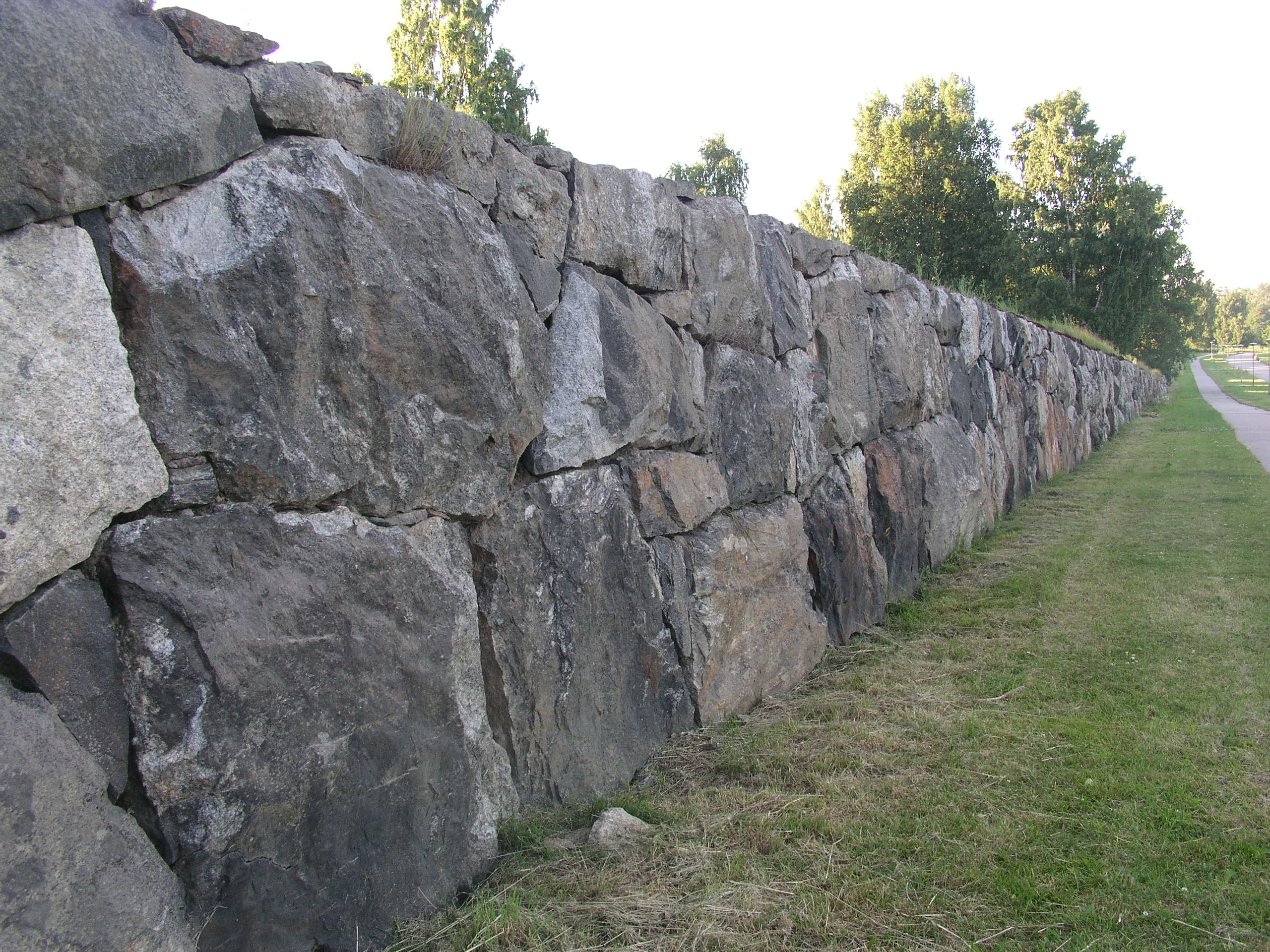
Muren runt Skogskyrkogården.

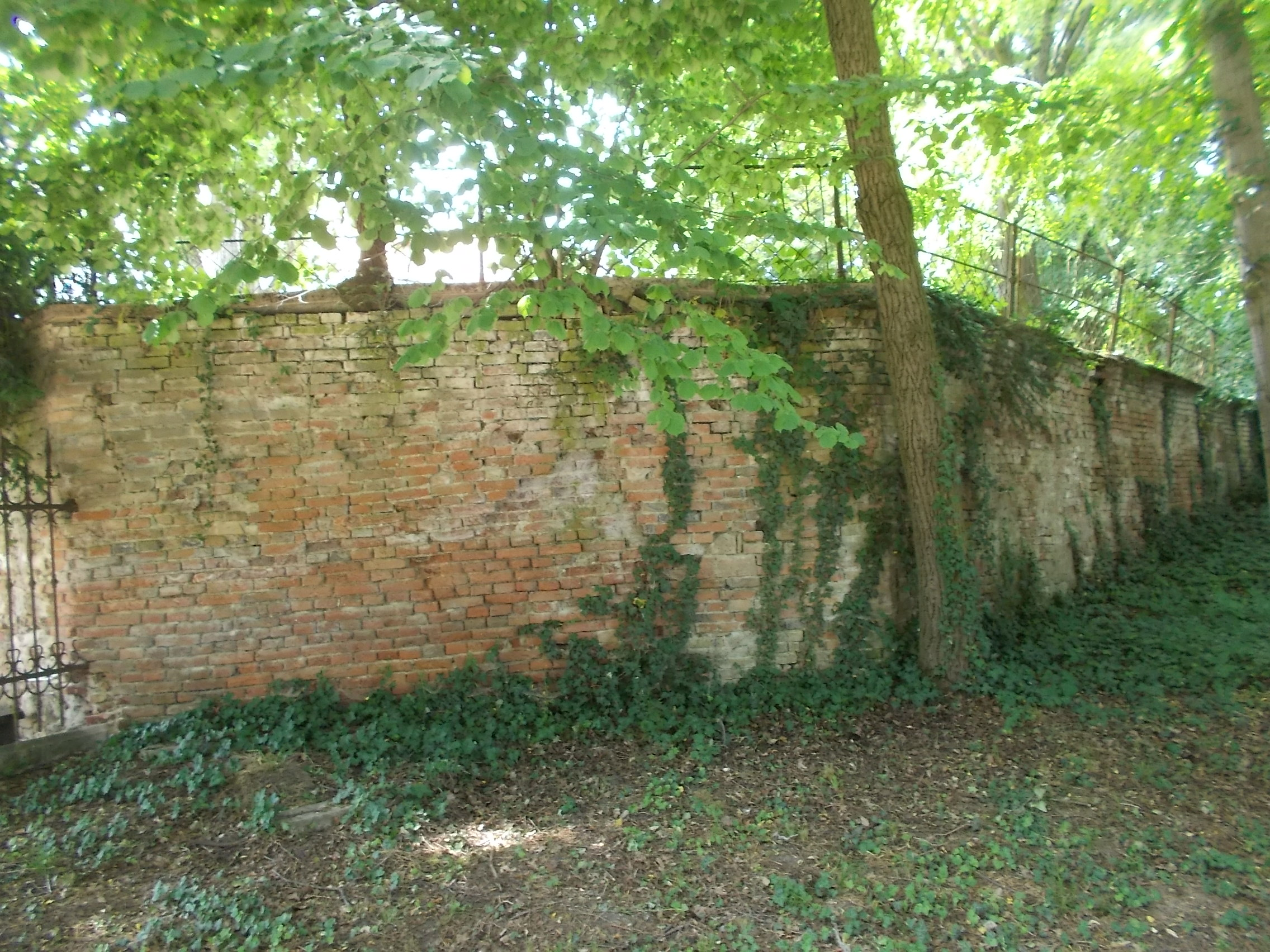
Tegelmur i Ungern

En mur (av latinets murus, "mur") är ett byggnadsverk eller en byggnadsdetalj, vanligen av staplade stenar eller tegel eller en gjuten massa som betong, eller en kombination av dessa, avsett som försvar eller avgränsning samt gränsmarkering. För att öka en stenuppbyggd murs täthet och styrka kan stenarna förenas med murbruk. En mur utan murbruk kallas kallmur. 
En mur består av på varandra i skikt lagda regelmässigt ordnade stenar. Murens styrka beror på murens tjocklek i förhållande till längd och höjd, stenarnas form, tyngd, täthet, hårdhet, porositet och hur de läggs i murförband samt eventuellt murbruks egenskaper. Murar kan till sin funktion ha olika uppgifter, till exempel utgöra stödmur eller beklädnadsmur (skalmur). En bärande mur kan vara hålmur eller massivmur. Murar som bär upp valv kallas för vederlagsmurar. En mur av rätvinkliga stenar och genomgående skift kallas kvadermur. Saknar muren genomgående skift kallas den rubbelmur.
I ett hus delar man in murarna i grundmur, sockelmur och väggmur. En väggmur kan i sin tur vara en yttermur eller innermur. En innermur som går i byggnadens längdriktning kallas för hjärtmur, annars är det en skiljemur. Den del av väggen som befinner sig mellan sockel och takfot kallas murliv. 
I Sverige är en mur oftast bygglovspliktig. Många kommuner har arbetat fram egna riktlinjer för vad som är en bygglovspliktig mur eller en bygglovsbefriad "kantsten".
Murar, staket och stängsel för att stoppa migranter hade blivit mångdubbelt fler åren fram till 2017 och uppnådde då antalet 70. Det kan vara effektivt på kort sikt, men kräver tätt posterade vakter vilket ofta medför en hög kostnad.

## Historik
Redan i den äldsta forntiden var konsten att uppföra murar väl bekant. Egypterna murade med väldiga huggna block av granit, porfyr, marmor, sandsten, basalt eller alabaster. Babylonierna uppförde, i saknad av sten, sina oerhörda murmassor av soltorkat eller bränt tegel. Perserna använde huggna stenar (ofta av marmor), som ibland förbands med hjälp av järnnaglar. Fenicierna hade väl hopfogade kvaderblock, men dessa var oftast släthuggna blott vid kanterna (första provet på rustik, det vill säga mursten med rå koppyta). Hebréerna murade med randade kvaderblock, ofta med ohuggen yta. Pelare uppförde de av rund kvadersten utan bruk. Ringmurar byggdes av tre skikt kvadersten och ett fjärde skikt cederbjälkar. (Konung Salomos palats var uppfört av "dyrbar sten, huggen efter mått och sågad med såg både på in- och utsidan, ifrån grunden ända upp till taklisterna".) Mindre Asiens folk uppförde murar av månghörniga, noggrant huggna och väl sammanfogade block. I Indien användes rödaktig sandsten, granit och marmor samt tegel (Ceylon). Kinesiska muren är av kvadersten och tegel med fyllning inuti av jord och rullsten. Greklands äldsta invånare bildade, liksom urfolken, sina murar genom att stapla väldiga, råa stenblock på varandra utan bindemedel, så kallade cyklopiska murar. Senare högg grekerna vanligen stenarna och uppförde då murar på tre olika sätt: emplekton, då mellanrummet mellan två tunnare frontmurar utfylldes med grus och småsten, isodomon, då hela muren byggdes av regelbundna och lika höga stenar, och pseudisodomon, då muren uppfördes av olikstora stenar och i skikt av olika höjd. Etruskernas murar var hopfogade av stora oregelbundna, polygonala stenblock utan bruk; senare använde de vågräta lager och slutligen även murbruk. Romarna, som lärt murbyggnad av etruskerna, använde i början kvaderstenar, som först efter Greklands erövring höggs av marmor. Dessutom begagnade de tegel redan under republiken, men till vidsträcktare bruk dock först efter Augustus. Romarna hade två slags mursätt: opus incertum (liknande de cyklopiska murarna, men utfört med mindre stenar, lagda i bruk), och opus reticulatum ("nätformigt", med diagonalt över varandra liggande stenar); för övrig bibehölls även grekernas tre olika byggnadstyper. Kalk och murbruk användes inte alltid, utan stenblocken förbands ofta medelst laxstjärtformade dubbar av trä eller koppar. Bysantinerna murade vanligen med tegel. Under medeltiden nyttjades huvudsakligen kvader och tegel. Morerna murade dels med tegel, dels med huggen sten, dels även med ett lösare, av småsten, kalk och jord sammansatt material. Valakernas murar hade skikt omväxlande av huggen sten och tegel. I Sverige nyttjades ofta grova kullerstenar till slotts- och kyrkmurar. Dessa murar, som måste göras mycket tjocka, fick först efter århundraden sin fulla fasthet. Vidare murades med mer eller mindre tuktad gråsten, kalk- eller sandsten och senare med tegel. Kännedomen om olika tiders och folks sätt att mura har blivit en betydelsefull del av arkeologien. Då tydliga märken, såsom inskriptioner, tegelstämplar, småfynd, arkitektonisk utsmyckning och dylikt saknas, kan man nämligen, genom att studera murverkets art och konstruktion i en byggnadslämning, bestämma byggnadens ålder och ofta även dess ändamål.